# انرژی تجسم‌یافته
انرژی گنجانده، انرژی درون‌پیکری یا انرژی تجسم‌یافته (به انگلیسی:Embodied energy) مجموع تمام انرژی مورد نیاز برای تولید هر کالا یا خدمتی است که گویی آن انرژی در خود محصول گنجانده‌شده یا «تجسم» شده‌است. این مفهوم می‌تواند در تعیین اثربخشی دستگاه‌های تولیدکننده انرژی یا صرفه‌جویی در انرژی، یا هزینه جایگزینی «واقعی» یک ساختمان مفید باشد، و از آنجایی که ورودی‌های انرژی معمولاً سبب انتشار گازهای گلخانه‌ای می‌شوند، در تصمیم‌گیری اینکه آیا یک محصول به کمک یا کاهش گرمایش زمین آن کمک می‌کند یا نه، سودمند است. یکی از هدف‌های اساسی برای اندازه‌گیری این کمیت، مقایسه مقدار انرژی تولیدشده یا صرفه‌جویی شده توسط محصول مورد نظر با مقدار انرژی مصرف‌شده در تولید آن است.
انرژی گنجانده یک روش حسابداری است که هدف آن یافتن مجموع انرژی لازم برای کل چرخه عمر محصول است. تعیین اینکه چه چیزی این چرخه حیات را تشکیل می‌دهد، شامل ارزیابی ارتباط و میزان انرژی در استخراج مواد خام، حمل و نقل، ساخت، مونتاژ، نصب، جداسازی، ساختارشکنی و/یا تجزیه و همچنین منابع انسانی و ثانویه است.